# (138) Tolosa
(138) Tolosa est un astéroïde de la ceinture principale découvert par Henri Perrotin le 19 mai 1874. Il est baptisé du nom latin de la ville de Toulouse.

## Compléments